# Gemeentehuis van Mol

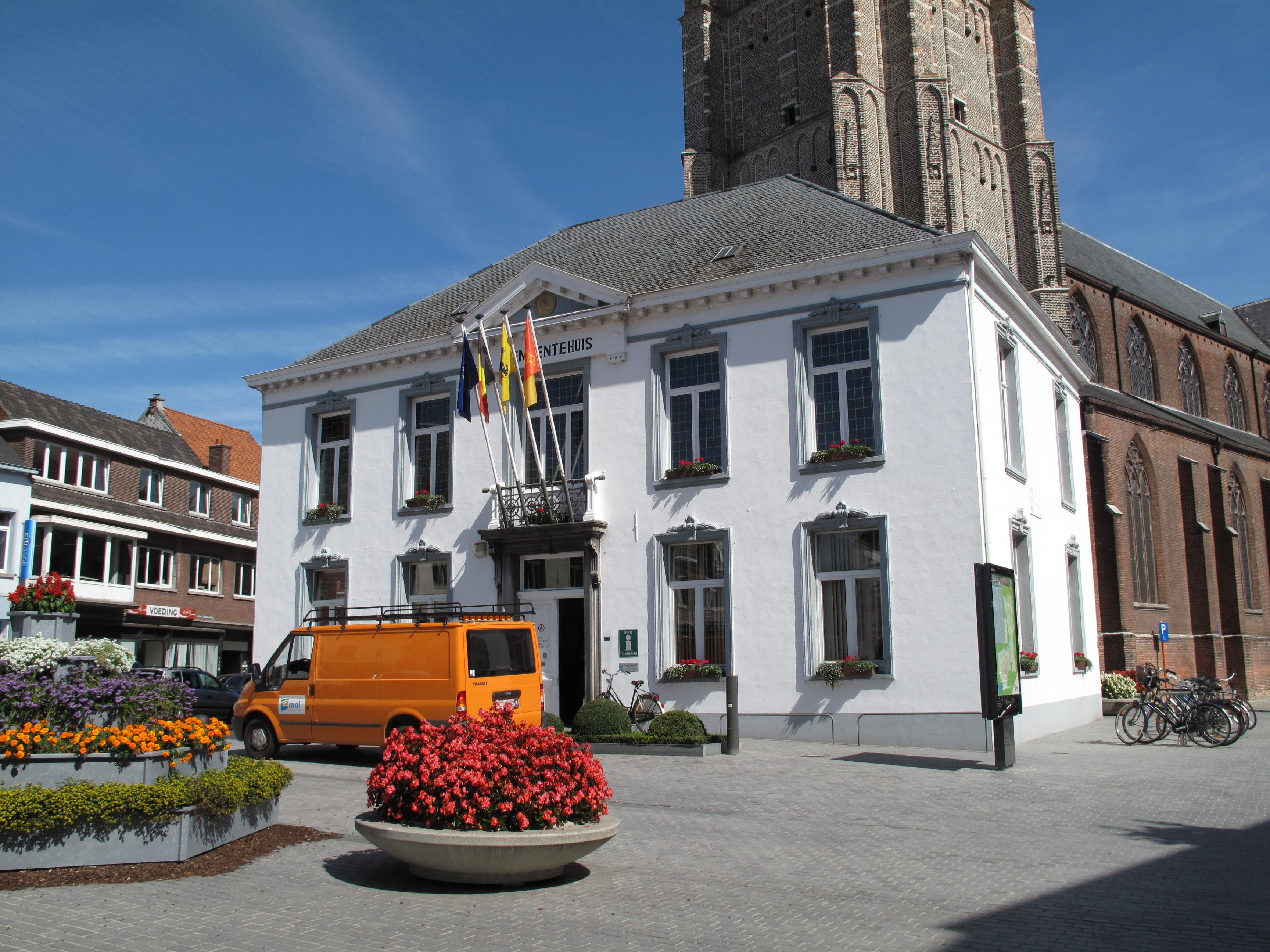
Mol, stadhuis

Het gemeentehuis van Mol is een in Franse stijl opgetrokken klassicistisch bouwwerk uit 1805. Het werd noodzakelijk toen de vrijheid als bestuurlijk centrum werd opgeheven en modern gemeentebestuur werd ingevoerd.
Dit gebouw bevindt zich aan de Markt in het centrum van Mol en werd pal vóór de kerk geplaatst. Aldus werd het principe Staat voor Kerk kracht bijgezet. Dit heeft betrekking op het beginsel van scheiding van kerk en staat zoals dat, na de omverwerping van het ancien régime, bekrachtigd werd door de Code Napoléon uit 1804. De centrale plaats van het kerkgebouw werd verdrongen door het Raadhuis.
De betekenis hiervan was tevens dat men, alvorens ter kerke te gaan voor doopsel, huwelijk of overlijden, zich eerst bij de Burgerlijke Stand had te vervoegen, een handeling die voordien gewoonlijk werd nagelaten. Tevens werd het gemeentehuis tot een duidelijk symbool voor de inlijving van de Oostenrijkse Nederlanden bij Frankrijk in 1795. Hiertegen was nogal wat verzet gerezen, waarbij met name de Boerenkrijg (1798) moet worden genoemd.
In het gebouw was in de 19e eeuw ook een boterwaag gevestigd, en tot 1936 zetelde het Vredegerecht in een deel van het gebouw. Tegenwoordig huisvest het oude gemeentehuis het Historisch Museum, terwijl ook de plaatselijke VVV hier een plaats heeft.